# Carla Turcotte
Carla Turcotte est une actrice québécoise née en 1992 à Dégelis,,, Elle est surtout connue pour sa performance dans le film Sashinka, pour lequel elle a reçu une nomination comme meilleure actrice à la 7e cérémonie des prix Écrans canadiens et une nomination au Prix Iris de la meilleure actrice au 21e gala du cinéma québécois.
Elle est également apparue dans les séries télévisées District 31, Vertige, Unité 9 et Les Invisibles .

## Filmographie

### Cinéma
- 2008 : Derrière moi de Rafaël Ouellet : fille mère
- 2009 : New Denmark de Rafaël Ouellet : Carla Soucy
- 2011 : La Peur de l'eau de Gabriel Pelletier : Maude Surprenant
- 2012 : Camion de Rafaël Ouellet : Suzie
- 2012 : L'Affaire Dumont de Podz : Mélanie
- 2013 : Amsterdam de Stefan Miljevic : Julie
- 2013 : Sarah préfère la course de Chloé Robichaud : Laurence
- 2013 : Finissant(e)s de Rafaël Ouellet : Carla Turcotte
- 2016 : La Chasse au collet de Steve Kerr : Chloé
- 2016 : Nelly d'Anne Émond : serveuse
- 2017 : Sashinka de Kristina Wagenbauer : Sasha
- 2020 : Flashwood de Jean-Carl Boucher : Gen

### Télévision
- 2012 : Vertige : Julie-Anne
- 2012 : 30 vies (saison 3) : Mélanie Poulain
- 2014 : Féminin/Féminin (saison 1) : Sophie
- 2014 : Les Sioui-Bacon (saisons 2 et 3) : Sarah-Jeanne
- 2015-2019 : Unité 9 (saisons 4, 5, 6 et 7) : Éva Côté
- 2016 : Blue Moon (saison 2) : Josianne, sœur de Chloé
- 2016 : L'Auberge du chien noir (saison 15) : Alice, la fille de George et Charlène
- 2017 : Sur-vie : Sarah Martel
- 2018 : District 31 (saison 2) : Morgane Bourget
- 2019 : Ruptures (saison 5) : réceptionniste cabinet De Vries
- 2019 : Les Invisibles : Camille Lespérance
- 2020 : Barkskins (en) : fille du Roy #2
- 2022 : Stat : Naomi
- 2023 : Mégantic : Myriam Darveau